# 鄭愿伍
鄭愿伍（：／ Jyeong Won-o，1968年8月12日—）是大韓民國保守派政治人物，共同民主黨黨員，第37-39任首爾特別市城東區區廳長。

## 事件
2020年，在任期間，他積極利用胡蘿蔔市場，成為胡蘿蔔市場的第一個正式用戶。除了胡蘿蔔市場，他還喜歡使用各種社交軟件，例如Twitter和Instagram。
除社交媒體外，還公開個人手機號碼以接收居民的投訴。平均每月有150個投訴通過手機進入，收到後進行處理。如果在城東區廳網站上註冊SMS提醒，每月可收到鄭愿伍區長的短信一次。還可以通過此短信定期接收與城東區相關的生活信息，例如與COVID-19相關的情況。2020年9月10日，頒布了全國首個《支持和保護基本工人條例》，提高了社會對在COVID-19情況下不得不面對面工作的人們的興趣。2021年，政府根據城東區基本工人條例制定了“基本工作指定和工人保護和支持法”，並即將實施。